# John Richards
John Peter Richards, född 11 november 1950 i Warrington, är en före detta engelsk fotbollsspelare. Han spelade i Wolverhampton Wanderers nästan hela sin karriär.
Han är lagets näst bäste målgörare genom alla tider och har gjort 194 mål totalt för klubben.
Richards har även spelat en landskamp för England.

## Meriter
- Ligacupen, mästare 1974, 1980
- Texaco Cup, Mästare 1971
- UEFA-cupen, finalist 1971/1972
- Division 2 1976/1977

## Klubbar
- CS Marítimo, Portugal (1983-1985)
- Derby County FC (Lån två månader, 1982-1983)
- Wolverhampton Wanderers FC (1969-1983)